# مایکل هیچکاک
مایکل هیچکاک (به انگلیسی: Michael Hitchcock) (زاده ۲۸ ژوئیهٔ ۱۹۵۸) بازیگر، کمدین، فیلم‌نامه‌نویس و تهیه‌کننده تلویزیونی آمریکایی است.
از کارهای معروف او می‌توان به بازی در فیلم‌های عشق توله سگی اشاره کرد.

## فیلم‌شناسی
فهرست برخی از فیلم‌ها و مجموعه‌های تلویزیونی که مایکل هیچکاک در آن‌ها به ایفای نقش پرداخته است:
- هیچ‌کس این را نمی‌خواهد-۲۰۲۴
- عشق توله سگی-۲۰۲۳
- بارب و استار به ویستا دل‌مار می‌روند-۲۰۲۱
- ساقدوش‌ها-۲۰۱۱
- سوپر ۸-۲۰۱۱
- عملیات: پایان بازی-۲۰۱۰
- صورت خندان-۲۰۰۷
- گرازهای وحشی-۲۰۰۷
- سرنتی-۲۰۰۵
- حشره-۲۰۰۲
- دل‌شکن‌ها-۲۰۰۱